# Tandem (serie televisiva)
Tandem è una serie televisiva francese creata da Jérémie Marcus. Ha debuttato con due episodi pilota il 29 marzo 2016 su France 3. In seguito al successo ottenuto, il canale ha commissionato un'intera stagione di 10 episodi che è stata trasmessa nel 2017. Una terza stagione è stata trasmessa nell'estate del 2019. La quarta stagione è stata trasmessa nel 2020, la quinta nel 2021 e la sesta nel 2022.
In Italia, la serie va in onda dal 10 settembre 2018 sul canale Giallo. La serie completa viene trasmessa a dicembre 2022 e riproposta quasi ogni anno, fino ad agosto 2023.
Come indicato sul sito dell’emittente  France 3, a maggio 2023 è stata trasmessa in Francia la 7ª nonché ultima stagione.

## Trama
La comandante Lea Soler viene trasferita alla squadra del capitano Paul Marchal, il suo ex marito. Sono entrambi militari della Gendarmerie nationale. Saranno costretti a incontrarsi anche fuori dal lavoro perché la coppia ha due figli adolescenti da gestire, Alice e Thomas.

## Episodi
| Stagione         | Episodi | Prima TV Francia | Prima TV Italia |
| ---------------- | ------- | ---------------- | --------------- |
| Prima stagione   | 12      | 2016-2017        | 2018            |
| Seconda stagione | 12      | 2018             | 2019            |
| Terza stagione   | 12      | 2019             | 2020            |
| Quarta stagione  | 12      | 2020             | 2021            |
| Quinta stagione  | 12      | 2021             | 2022            |
| Sesta stagione   | 12      | 2022             | 2022            |
| Settima stagione | 12      | 2023             | 2023            |

## Luoghi delle riprese
La serie è girata a Montpellier e in particolare nel parco Montcalm, nella ex sede della Scuola di Fanteria.